# Kaple Apoštolů (Polepy)
Kaple Svatých apoštolů v Polepech je sakrální stavba stojící na malé návsi, obklopena několika roubenými památkově chráněnými domy z 18.-19. století, které tvoří historické jádro obce. Od roku 1958 je kaple chráněna jako kulturní památka.

## Historie

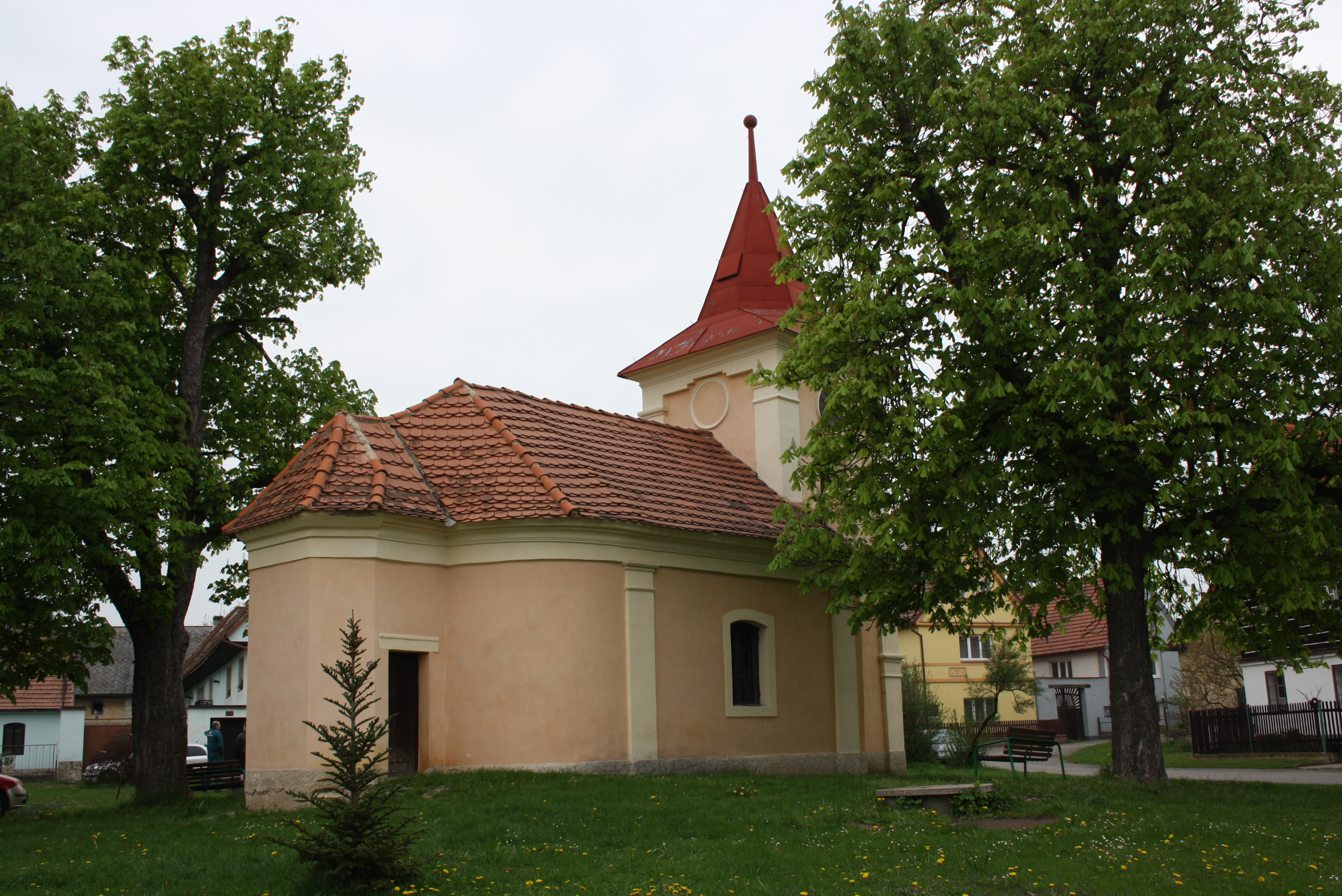
Závěr kaple Sv. apoštolů v Polepech

Obecní kaple byla postavena v roce 1816. Při její stavbě byla zbourána silná zeď, snad z bývalé tvrze. V roce 1873 byla kaplička opravována.

## Architektura
Kaple je obdélná s krátkým polygonálním presbytářem, přisazeným k zaobleným nárožím lodi. Nad průčelím se vchodem je vztyčena mohutná čtyřboká věž, která ještě v 80. letech 20. století měla cibulovitou báň. Ta byla poté nahrazena novou střechou jehlancového tvaru. Při nárožích jsou pilastry. Na počátku 21. století byla kaple opravena opravena jak v exteriéru tak v interiéru. V interiéru byla obnovena zajímavá výmalba. Tu tvoří květinové motivy na bočních stěnách u oken, stěnu presbytáře za oltářem pokrývá malba hvězdnatého nebe. Pod nebem je provedena velmi zdařilá iluzívní malba závěsu.